# Contea di Mineral (Colorado)
La contea di Mineral, in inglese Mineral County, è una contea dello Stato del Colorado, negli Stati Uniti. La popolazione al censimento del 2000 era di 831 abitanti. Il capoluogo di contea è Creede.

## Geografia
La contea si trova nel sud-ovest dello Stato ed è scarsamente abitata. Si tratta di un territorio prevalentemente montuoso, tagliato da fiumi e valli. Si trova nel cuore delle Montagne di San Juan a ovest della valle di San Luis. Il 95% del territorio è di proprietà pubblica.

### Contee confinanti
- Contea di Saguace - nord/nord-est
- Contea di Rio Grande - est
- Contea di Archuleta - sud
- Contea di Hinsdale - ovest

## Storia
L'area era abitata dai nativi Ute. La contea fu istituita nel 1893 e fu chiamata così per l'abbondanza di minerali nella zona.

## Comuni
L'unica town incorporata è Creede, il capoluogo di contea.